# Нарышево (станция)
Нарышево — грузовая железнодорожная станция Куйбышевской железной дороги в городе Октябрьском.
Станция без пассажирского движения.
Назван по месту нахождения — посёлок Нарышево, входящий в состав Октябрьского.
Соседние станции (ТР4): 650715 Апсалямово

## Грузовые операции станции
- Прием и выдача повагонных отправок грузов, допускаемых к хранению на открытых площадках станции
- Прием и выдача грузов повагонными и мелкими отправками, загружаемых целыми вагонами, только на подъездных путях и местах необщего пользования.
- Прием и выдача грузов в универсальных контейнерах массой брутто 3 и 5 тонн.